# Донато (город)
Донато (итал. Donato) — коммуна в Италии, располагается в регионе Пьемонт, в провинции Бьелла.
Население составляет 713 человека (2008 г.), плотность населения составляет 66 чел./км². Занимает площадь 11 км². Почтовый индекс — 13050. Телефонный код — 015.
Покровителем коммуны почитается святой апостол Пётр, празднование 7 апреля.

## Демография
Динамика населения:

## Администрация коммуны
- Официальный сайт: https://web.archive.org/web/20100304182436/http://www.comunedidonato.it/